# CEB
CEB (від англ. Compact Electronics Bay) — форм-фактор серверних материнських плат. Габарити: 305 мм x 267 мм (12 «x 10,5»). Стандарт розроблений у 2005 році спільно корпораціями Intel, Dell, IBM і Silicon Graphics Inc. в рамках SSI (англ. Server System Infrastructure) Forum, остання версія стандарту 1.1, описується в документі Compact Electronics Bay Specification.

## Специфікація

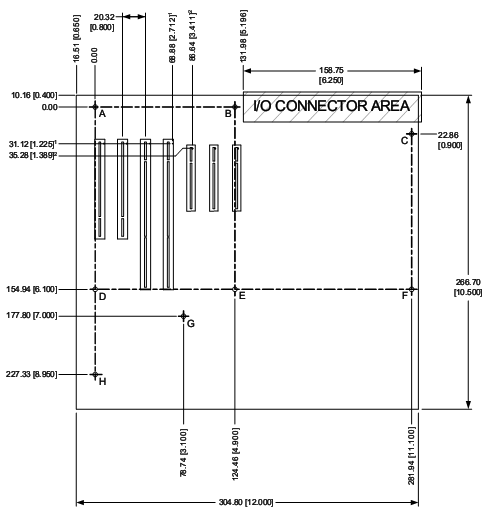

Специфікація визначає такі характеристики:
- Максимальний розмір плати і розташування монтажних отворів;
- Розводку роз'ємів живлення і сигнальних конекторів;
- Розміри і розташування панелі портів введення/виводу;
- Вимоги для монтажу плати/процесора.

Специфікація CEB розвинулася зі специфікацій EEB (англ. Entry - level Electronics Bay) і ATX (форм-фактор) і вирішує такі завдання:
- Підтримка двопроцесорних рішень для сучасних і майбутніх процесорів, чипсетів і стандартів модулів пам'яті;
- Визначення роз'ємів живлення для високовольтних і сумісних з Electronics Bay джерел живлення;
- Визначення обмежень об'єму і стратегії руху повітряних потоків, яке спрощує дизайн корпусу, усуває проблеми взаємного впливу компонентів і допомагає в забезпеченні належного охолодження;
- Збільшення взаємозамінності плат і корпусів для зменшення часу виведення нового виробу на ринок;
- Зменшення вартості матеріалів, виробництва і розробки;
- Гнучкість серійного виробництва, що дозволяє інтеграторам розмежовувати і додавати компоненти в стієчні і баштові форм-фактори.